# Station Budy Głogowskie
Station Budy Głogowskie is een spoorwegstation in de Poolse plaats Budy Głogowskie.